# Dipartimento di Coronel Pringles
Coronel Pringles è un dipartimento collocato al centro della provincia argentina di San Luis, con capoluogo La Toma.

## Geografia fisica
Confina a nord con i dipartimenti di Libertador General San Martín e Ayacucho; a est con i dipartimenti di Chacabuco e General Pedernera; a sud con il dipartimento di General Pedernera; a ovest con i dipartimenti di La Capital e Belgrano.

## Società

### Evoluzione demografica
Secondo il censimento del 2001, su un territorio di 4 484 km², la popolazione ammontava a 12 571 abitanti, con un aumento del 10,58% rispetto al censimento del 1991.
Abitanti censiti

## Amministrazione
Municipi del dipartimento:
- Carolina
- El Trapiche
- Estancia Grande
- Fraga
- La Florida
- La Toma
- Saladillo